# أبو شروف
قرية أبو شروف هي إحدى القرى التابعة لمركز سيوة في محافظة مطروح في جمهورية مصر العربية. حسب إحصاءات سنة 2018، بلغ إجمالي السكان في أبو شروف 812 نسمة، منهم 433 رجل و 379 امرأة.